# Popé
Popé (Po'pay) (h. 1630 – antes de 1692) fue un líder religioso tewa del pueblo San Juan, que encabezó en 1680 la revolución de los indios pueblo o rebelión de Popé contra el mandato colonial español.

## Características
Popé fue uno de los 47 nativos que fueron acusados, arrestados y juzgados por practicar "brujería" en 1675. Él tenía tres espíritus negros, Caudi, Tilini, y Tleume ellos eran ayudantes de Montezumsa que ayudarían a los tiguas a correr a los españoles. Los espíritus se aparecían en la estufa de Taos. Tres de los hombres que fueron declarados culpables fueron llevados a sus respectivas aldeas. Dos fueron ahorcados, y el otro se ahorcó él mismo antes de que lo hicieran los españoles. Los restantes 44 fueron azotados públicamente y sentenciados a prisión.
Cuando los líderes pueblo tuvieron conocimiento de ello, provocaron un levantamiento en Santa Fe, Nuevo México, donde se encontraban los prisioneros. El gobernador español, Juan Francisco de Treviño, soltó a los prisioneros, dado que un gran número de sus soldados se encontraban lejos de la población, luchando contra los apaches.
Popé volvió a casa, profundamente ofendido por lo ocurrido. Poco después se dirigió al norte, con los habitantes de Taos, donde se cree que se planificó la revolución Pueblo de 1680. Esta revolución tenía como objetivo expulsar a los colonos españoles de las tierras  tradicionales de los indios pueblo, y preservar el sistema de vida tradicional.
En 1692, poco tiempo después de la muerte de Popé, el control español fue reafirmado, pero bajo unos términos mucho más indulgentes. Durante esta nueva etapa, los españoles no intentaron erradicar activamente las lenguas pueblo ni su religión, las cuales permanecen hoy en día.
Por este motivo, la población de Nuevo México quiso honrar a Popé erigiendo una estatua suya en Washington D. C.. La imagen, esculpida por el artista Pueblo Cliff Fragua fue dedicada en la rotonda del Capitolio de los Estados Unidos el 22 de septiembre de 2005. Es una de las dos estatuas presentadas por Nuevo México a la Colección del National Statuary Hall.